# Adrastos
În mitologia greacă, Adrastos /  Adrastus (în greaca veche Ἄδραστος|Adrastos) era rege al Argosului și al Sikyonei. Este unul dintre principalii eroi ai Războiului Celor Șapte Căpetenii și ai Epigonilor. El era tatăl Argiei și a Deipylei.

## Mitologie
El era fiul lui Talaos, numele mamei sale variind după autori (Lysimache la Apollodor, Lysianassa la Pausanias sau Eurynom la Hygin). În Catalogul Vaselor, se spune că el „a domnit primul”. După uciderea tatălui său de către Amphiaraos, el a fugit la Sikyona. El a devenit rege, apoi și-a recâștigat locul pe tronul din Argos, ca tatăl său înaintea sa. Fiica sa, Deipyle, s-a căsătorit cu Tydeus, oferită în căsătorie de tatăl ei, care o face mama lui Diomede.